# سيرجي ليبيديف (صحفي)
سيرجي ليبيديف (الروسية: Сергей Сергеевич Лебедев) (و. 1981  م) هو صحفي، ومؤلف، وكاتب من الاتحاد السوفيتي، وروسيا، ولد في موسكو.